# Sandrine Kiberlain

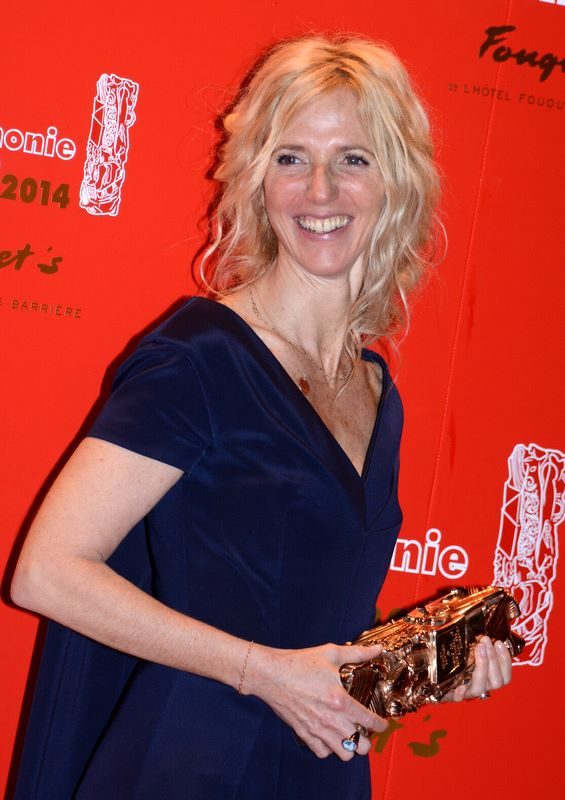
Sandrine Kiberlain beim César 2014

Sandrine Kiberlain [kibɛrˈlɛ̃] (* 25. Februar 1968 in Boulogne-Billancourt bei Paris) ist eine französische Filmschauspielerin, Chanteuse und Regisseurin.

## Leben
Im Jahr 1986 hatte Kiberlain in Erpreßt – Das geheimnisvolle Foto ihren ersten kurzen Filmauftritt. Sie spielte in den darauffolgenden Jahren mehrere unbedeutende Rollen. 1995 war sie für ihre Rolle in Staatsauftrag: Mord als beste Nachwuchsdarstellerin für den César nominiert, den sie jedoch erst im Jahr darauf für Haben (oder nicht) gewann. Dieser Erfolg bedeutete für Kiberlain den Durchbruch, sie galt damit als große Hoffnung einer neuen Generation des französischen Films. Im Jahr 2000 beendete sie mit Love Me die Trilogie über Liebe, Arbeit und Geld mit der Regisseurin Laetitia Masson, die 1995 mit Haben (oder nicht) begonnen hatte und 1998 mit Zu verkaufen fortgesetzt worden war. 2001 war Kiberlain Jurymitglied der 54. Filmfestspiele von Cannes. Für ihre darstellerische Leistung in 9 mois ferme erhielt sie 2014 den César als beste Hauptdarstellerin, für den sie bereits 1998, 1999 und 2010 nominiert worden war.
Im Jahr 2016 gab sie mit dem Kurzfilm Bonne figure mit Chiara Mastroianni ihr Debüt als Drehbuchautorin und Regisseurin. Für die Filmfestspiele von Cannes 2017 wurde sie als Jurypräsidentin für die Verleihung der Caméra d’Or ausgewählt.
Kiberlain heiratete 1998 den französischen Filmschauspieler Vincent Lindon, von dem sie inzwischen getrennt lebt. Ihre gemeinsame Tochter Suzanne Lindon ist ebenfalls Schauspielerin.

## Filmografie

### Schauspielerin
- 1986: Erpreßt – Das geheimnisvolle Foto (Cours privé)
- 1990: Cyrano von Bergerac (Cyrano de Bergerac)
- 1990: Geliebte Milena (Milena)
- 1991: Des filles et des chiens (Kurzfilm)
- 1992: Der Unbekannte (L’inconnu dans la maison)
- 1993: Verrückt – Nach Liebe (Les gens normaux n’ont rien d’exceptionnel)
- 1994: L’irrésolu
- 1994: Staatsauftrag: Mord (Les patriotes)
- 1994: Tom est tout seul
- 1996: Das Leben: Eine Lüge (Un héros très discret)
- 1995: Haben (oder nicht) (En avoir (ou pas))
- 1996: Beaumarchais – Der Unverschämte (Beaumarchais, l’insolent)
- 1996: Liebe und Lügen (L’appartement)
- 1996: Quadrille
- 1997: Der siebte Himmel (Le septième ciel)
- 1997: Je suis venue te dire
- 1998: Zu verkaufen (A vendre)
- 1999: Rien sur Robert
- 2000: Alles bestens (wir verschwinden) (Tout va bien, on s’en va)
- 2000: Love Me
- 2001: Betty Fisher et autres histoires
- 2001: C’est le bouquet!
- 2003: Après vous … Bitte nach Ihnen (Après vous …)
- 2003: Filles uniques
- 2004: Un petit jeu sans conséquence
- 2005: Un jour au paradis
- 2007: Très bien, merci
- 2007: Deux jours au paradis
- 2007: La vie d’artiste
- 2009: Romaine par moins 30
- 2009: Mademoiselle Chambon
- 2009: Der kleine Nick (Le petit Nicolas)
- 2010: Das Mädchen von gegenüber (Un balcon sur la mer)
- 2010: Nur für Personal! (Les femmes du 6ème étage)
- 2011: Poliezei (Polisse)
- 2011: Beur sur la ville
- 2011: Die Taube (L’oiseau)
- 2012: Männer und die Frauen (Les infidèles)
- 2012: Pauline détective
- 2012: Rue Mandar
- 2013: Große Jungs – Forever Young (Les gamins)
- 2013: Tip Top
- 2013: 9 mois ferme
- 2013: Violette
- 2014: Aimer, boire et chanter
- 2014: Elle l’adore
- 2015: Imagine
- 2015: Nur Fliegen ist schöner (Comme un avion)
- 2015: Floride
- 2016: Mit Siebzehn (Quand on a 17 ans)
- 2018: In sicheren Händen (Pupille)
- 2018: Verliebt in meine Frau (Amoureux de ma femme)
- 2018: Fleuve noir
- 2019: Ausgeflogen (Mon bébé)
- 2020: Call My Agent! (Dix pour cent) (Fernsehserie, Folge Sandrine)
- 2020: Der doppelte Alfred (Les 2 Alfred)
- 2021: Another World (Un autre monde)
- 2021: Schmetterlinge im Ohr (On est fait pour s’entendre)
- 2022: Tagebuch einer Pariser Affäre (Chronique d’une liaison passagère)
- 2022: November (Novembre)
- 2022: Le Parfum vert
- 2024: Die Barbaren – Willkommen in der Bretagne (Les barbares)
- 2024: La petite vadrouille
- 2024: Sarah Bernhardt, la divine

### Regie und Drehbuch
- 2016: Bonne figure (Kurzfilm)
- 2021: Une jeune fille qui va bien

## Diskografie
- Manquait plus qu’ça (2005)
- Coupés bien net et bien carré (2007)